# Immeuble du 15 rue Caponière à Caen
L'immeuble du 15 rue Caponière aussi appelé maison aux deux arcades est un édifice situé à Caen, dans le département français du Calvados, en France. Il date du XVIe – XVIIIe siècle et est inscrit au titre des monuments historiques.

## Localisation
Le monument est situé au no 15 rue Caponière, à proximité immédiate du no 17 rue Caponière.

## Historique
Construite sur l'un des principaux axes de Bourg-l'Abbé (route de Bretagne), la maison est datée des XVIIe siècle-XVIIIe siècle et peut-être qu'une partie de l'édifice date du XVIe siècle. Le rez-de-chaussée était peut-être occupé par des boutiques.
La maison évite l'alignement du XIXe siècle.
Les façades sur cour et les toitures correspondantes sont inscrites au titre des monuments historiques depuis le 18 avril 1973.

## Architecture
La maison est en pierre de Caen et possède une aile avec pans de bois et une tour à encorbellement sur trompes.
Les lucarnes ont été restaurées.